# Typhlobunus troglodytes
Typhlobunus troglodytes is een hooiwagen uit de familie Assamiidae.